# Point de Kocher
Le point de Kocher est un repère anatomique de l'os frontal. Il est situé à environ 3 centimètres latéralement à la ligne médiane (à peu près au niveau de la ligne médiopupillaire) et à environ 11 cm en arrière du nasion, soit 10 cm en arrière de la glabelle. Il est utilisé comme repère pour l'introduction des cathéters intraventriculaires dans la corne frontale du ventricule latéral, dans le but de mesurer des pressions intracrâniennes et de dériver du liquide cérébrospinal. Il est nommé d'après le chirurgien Emil Theodore Kocher. 